# Christopher Dobson
Sir Christopher Martin Dobson (Rinteln, 8 ottobre 1949 – Londra, 8 settembre 2019) è stato un chimico inglese, membro della Royal Society.

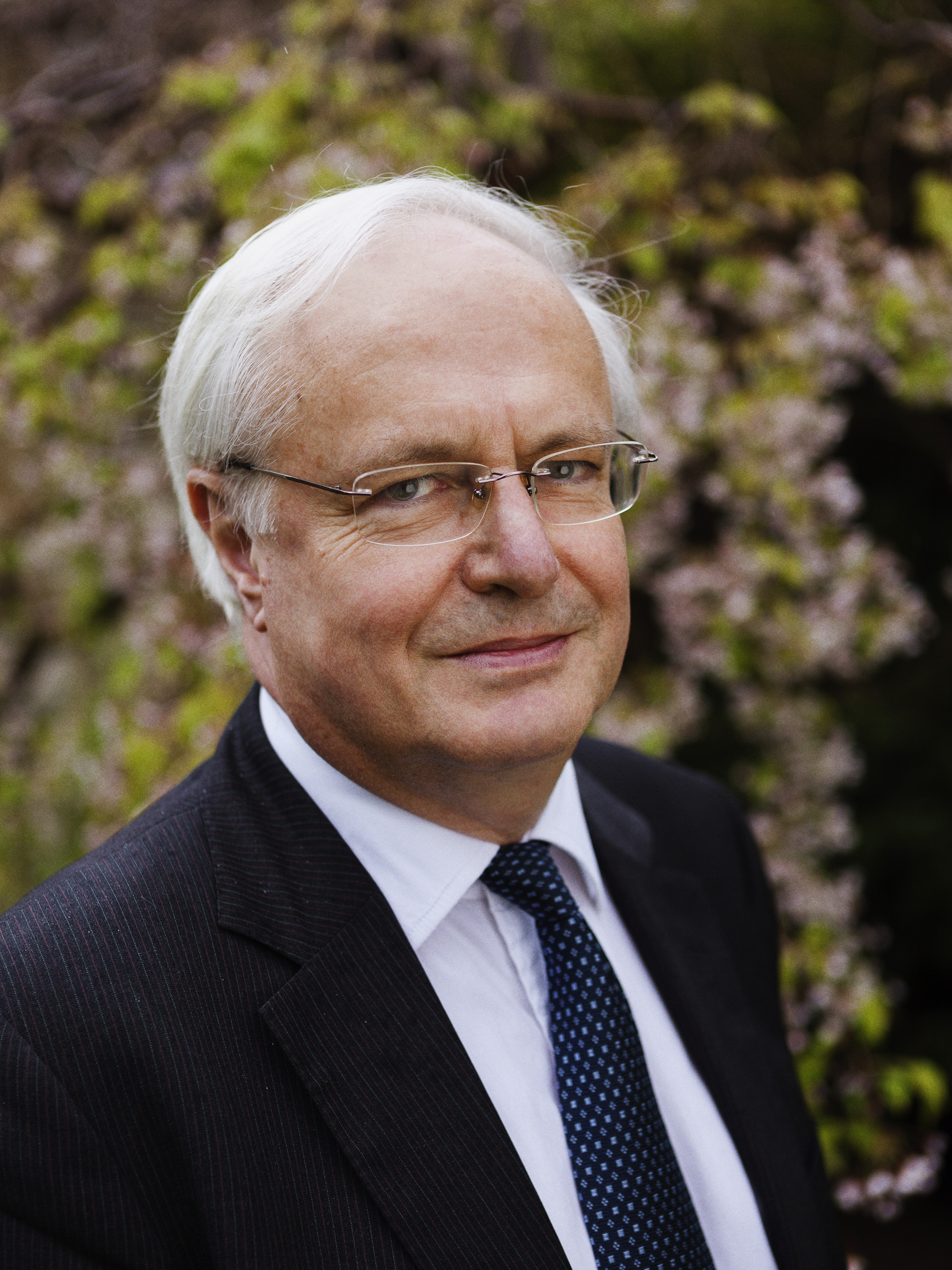

Le sue ricerche si sono incentrate sui meccanismi del ripiegamento proteico (in inglese protein folding) e le sue implicazioni in numerose malattie, quali l'amiloidosi e la malattia di Alzheimer.

## Carriera accademica
Ottenuto nel 1976 il dottorato in chimica all'Università di Oxford  (presso il Keble College e il Merton College), fu ricercatore al Merton College e successivamente al Linacre College, presso la stessa università, prima di trasferirsi all'Università di Harvard e al MIT, negli Stati Uniti.
Ritornato ad Oxford nel 1980 come fellow del Lady Margaret Hall, passò da lecturer a reader e infine a professore di chimica. Dal 2001 è professore di chimica e biologia strutturale (cattedra John Humphrey Plummer) presso l'Università di Cambridge e dal 2007 Master del St John's College.

## Premi e riconoscimenti
Nell'ottobre del 2006 l'Università degli Studi di Firenze gli ha conferito la laurea honoris causa in Medicina e Chirurgia «in riconoscimento dei fondamentali contributi del Prof. Dobson allo studio della biologia molecolare e strutturale dei processi di ripiegamento e aggregazione delle proteine e delle basi molecolari delle malattie da amiloide».
La Royal Society lo ha premiato nel 2007 con la Medaglia Davy e nel 2009 con la Medaglia Royal, «per i suoi notevoli contributi alla comprensione dei meccanismi di ripiegamento e spiegamento delle proteine e delle loro implicazioni nelle malattie».